# Gmina Wietrzychowice
Die Gmina Wietrzychowice ist eine Landgemeinde im Powiat Tarnowski der Woiwodschaft Kleinpolen in Polen. Ihr Sitz ist das gleichnamige Dorf mit etwa 660 Einwohnern.

## Gliederung
Zur Landgemeinde (gmina wiejska) Wietrzychowice gehören folgende neun Dörfer mit einem Schulzenamt:
Demblin
Jadowniki Mokre
Miechowice Małe
Miechowice Wielkie
Nowopole
Pałuszyce
Sikorzyce
Wietrzychowice
Wola Rogowska